# Абдул-Азиз ибн Турки Аль Сауд (1986)
Абду́л-Ази́з ибн Турки́ А́ль Сау́д  (араб. عبد العزيز بن تركي آل سعود‎; род. 6 декабря 1986, Лос-Анджелес) — саудовский принц, предприниматель и инвестор.

## Биография

### Происхождение и образование
Принц Абдул-Азиз ибн Турки родился 6 декабря 1986 года в семье принца Турки ибн Таляля Аль Сауда и его супруги, принцессы Сары бинт Абдаллы, дочери короля Абдаллы.
Закончил Университет нефти и полезных ископаемых короля Фахда, получив степень бакалавра в области промышленных финансов. Затем принц Абдул-Азиз ибн Турки получил образование в Великобритании, закончив Университет Ковентри в степени магистра в области управления нефтью и газом.

### Карьера
Принц Абдул-Азиз ибн Турки возглавляет крупную инвестиционную компанию Eleventh Holding Company, которая направлена на рост предприятий в Саудовской Аравии.
Принц является основателем стипендиальной программы, которая позволяет молодым людям из Саудовской Аравии получить образование в Великобритании.